# اشتاوداخ-اگرنداخ
اشتاوداخ-اگرنداخ (به آلمانی: Staudach-Egerndach) یک شهر در آلمان است که در بایرن واقع شده‌است.

## خصوصیات
اشتاوداخ-اگرنداخ ۱۹٫۳۴ کیلومترمربع مساحت دارد ۵۴۰ متر بالاتر از سطح دریا واقع شده‌است.